# Heiner Egge
Heiner Egge (* 26. März 1949 in Heide/Holstein) ist ein deutscher Schriftsteller.

## Leben
Heiner Egge verbrachte seine Kindheit und Jugend auf dem elterlichen Bauernhof in Heide. Nachdem er 1967 die Reifeprüfung abgelegt hatte, leistete er seinen Wehrdienst ab und studierte ab 1969 Germanistik und Geschichte an den Universitäten Kiel, Marburg und Freiburg im Breisgau. Später lebte er als freier Schriftsteller in Buchenbach/Schwarzwald. Egge unternahm Reisen in den Mittelmeerraum und nach Afrika.
Von 1975 bis 1988 gab er die Literaturzeitschrift Das Nachtcafé – Zeitschrift für Literatur, Kunst & Kritik  heraus. Ab 1985 lebte er in Hamburg, wo er in Altona eine Buchhandlung betrieb. In den Neunzigerjahren kehrte er in seine dithmarscher Heimat zurück; nach einem vorübergehenden Aufenthalt in Sarzbüttel lebt er seit 1998 in Hennstedt. Von 2000 bis 2011 war er Sekretär der Klaus-Groth-Gesellschaft.
Heiner Egge ist Verfasser von Romanen, Erzählungen und Reisebüchern. 1977 erhielt er den Förderpreis des Georg-Mackensen-Literaturpreises, 1993 ein Stipendium des Künstlerhauses Edenkoben und 1994 den Friedrich-Hebbel-Preis. 2017 erhielt er ein Stipendium im Künstlerhaus Ahrenshoop.

## Werke
- Davonfahren, Erzählungen, Kirchzarten 1978
- Auf Haussuche, Ein Tagebuch, Schwichteler 1979
- Über die Straßen hinaus, Reiseskizzen, Heide 1979
- Café Treibsand, Aufzeichnungen, Freiburg i. Br. 1982
- Im Schatten des Delphins, Erzählungen, Karlsruhe 1982
- Niebuhrslust, Roman, Hamburg [u. a.] 1992
- Das Wanderfieber, Erzählung, Witzwort 1998
- Zwischen den Gezeiten, Geschichten vom Meer, Heide 1998 (zusammen mit Walter Mayr)
- Der Eiderbote, Roman, Flensburg 2001
- In der Kajüte, Roman, Husum 2004
- So weh an der Sonne, Roman, Husum 2005
- Die Fußreise, Roman, Husum 2008
- Tilas Farben, Ein Roman über die Malerin Ottilie Reylaender, Fischerhude 2013
- Tanz ohne Seil, Roman, Fischerhude 2013
- Eiderdaus – Bemerkungen vom Rand, Kolumnen, Meldorf 2014
- Taube komm herein, Liebesgeschichten, Fischerhude 2015
- Ferne Welt (zusammen mit Florian Haas), Witzwort 2016
- Wir sind wacher als wir denken (zusammen mit Dieter Koswig), Meldorf 2018
- Gemalt, gekocht, gegessen (zusammen mit Klaus Thiem), Witzwort 2018
- Winterreise in den Süden, Roman, Heide 2019
- Schöpfung Paradies Sündenfall (zusammen mit Gisela Mott-Dreizler) Witzwort 2020
- Keitum ich muss dich lassen, Roman, Heide 2020
- Eine gute Schwimmerin. Roman, KJM Buchverlag, Esslingen 2023, ISBN 978-3-96194-216-9.

## Herausgeberschaft
- Freiburger Lesebuch, Karlsruhe 1982
- 1975–1997: Das Nachtcafé, Zeitschrift für Literatur, Bild und Umgebung, Freiburg und Sarzbüttel